# Alfred Flechtheim
Alfred Flechtheim (Münster, 1 april 1878 - Londen, 9 maart 1937) was een Duitse kunsthandelaar, kunstverzamelaar, galeriehouder en uitgever.
Hij wordt gezien als een van de succesvolste Duitse kunsthandelaren en promotoren op het gebied van de Duitse en Franse avant-gardekunst in de Weimarrepubliek. Hij speelde een grote rol in het promoten van vele kunstenaars, waaronder Braque, Gris, Léger en Picasso.
Na de opkomst van het nazisme in 1933 vertrok hij naar Londen, waar hij in 1937 in ballingschap stierf. De onduidelijkheid over zijn nalatenschap leidde tot rechtszaken tussen zijn erfgenamen en grote museale instellingen.

## Jeugd en opleiding
Flechtheim werd geboren in Münster op 1 april 1878 en groeide op in een joods gezin. Hij was de oudste zoon van Emil Flechtheim en Emma Heymann. Hij had een jongere broer, Hermann, en een zusje genaamd Erna. Flechtheim kwam uit een familie van vermogende graanhandelaren.
Nadat hij in 1895 afstudeerde aan het Gymnasium Paulinum in Münster, begon hij met een studie aan de Franstalige privéschool Institut Le Rosey in Rolle, Zwitserland. Na zijn terugkomst in Duitsland in 1897 volgde hij een beroepsopleiding bedrijfskunde. Hij werkte in Duisburg, Düsseldorf en Münster, en maakte daarnaast meerdere reizen naar Odessa, Parijs en Liverpool. De talenkennis die hij tijdens zijn opleiding had opgedaan, kwam hierbij goed van pas.
In 1901 en 1902 vervulde hij zijn dienstplicht bij het Westfaalse Ulanen-regiment. Nadat zijn oom in 1902 overleed, werd Flechtheim partner in het graanhandelbedrijf van zijn vader dat sinds 1895 in Düsseldorf gevestigd was.

## Kunstverzamelaar
Door zijn buitenlandse reizen, met name die naar Parijs, nam zijn interesse in kunst en literatuur toe. In 1905 liet hij een ex-libris ontwerpen door Hans Kohlschein en startte hij met het verzamelen van boeken en prenten.
In 1906 vertrok Flechtheim voor zijn werk naar Parijs en bezocht daar Café du Dôme. Het café was een ontmoetingsplek voor kunstverzamelaars, schrijvers en kunstenaars uit Midden- en Noord-Europa, waaronder leden van een Duitse kunstenaarskolonie. Hij was erg onder de indruk van de Franse moderne schilderkunst, wat zijn ambitie aanwakkerde om marchand-amateur, een kunsthandelaar zonder eigen galerie, te worden. Via de Duitse kunstverzamelaar Wilhelm Uhde kwam Flechtheim in contact met belangrijke personen in de Parijse kunstwereld.

In 1907 reisde hij opnieuw naar Parijs en ontmoette daar kunsthandelaar Daniel-Henry Kahnweiler. Kahnweiler had een voorliefde voor het kubisme en vertegenwoordigde de kubisten Picasso, Braque, Gris en Léger. Dankzij Kahnweiler kwam Flechtheim met hen in contact, wat voor hem een 'ontwakende ervaring' was.

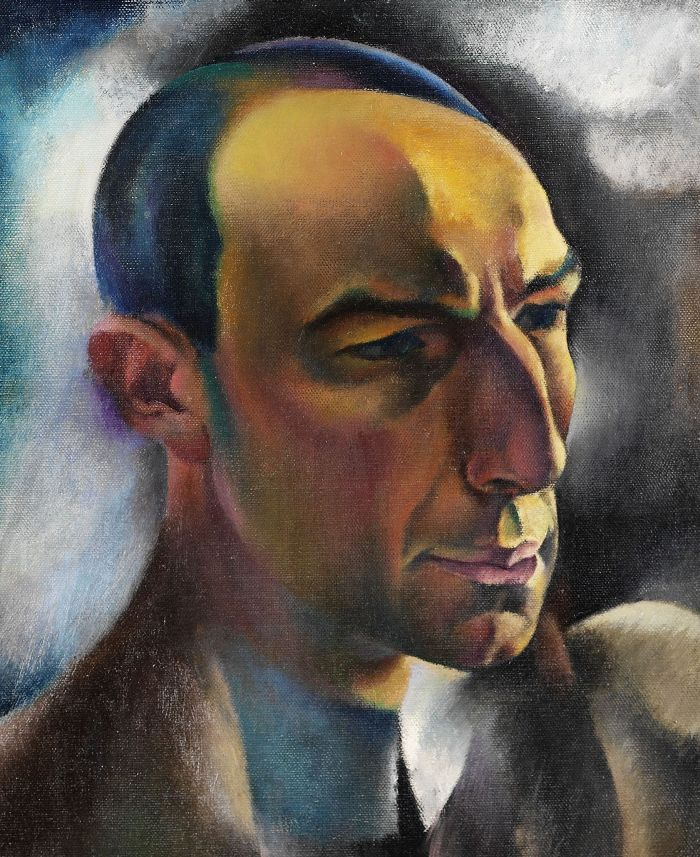
Porträt des Kunsthändlers Alfred Flechtheim (1910) door Hanns Bolz (1885-1918)

### Huwelijk
In september 1910 trouwde hij met Bertha (Betti) Goldschmidt. Ze was afkomstig uit een van de rijkste joodse families van Dortmund en was net als Flechtheim geïnteresseerd in kunst. De families Flechtheim en Goldschmidt hadden zowel een vriendschappelijke als zakelijke relatie met elkaar. Het huwelijk was door de ouders van Flechtheim geregeld, aangezien er geruchten rondgingen dat hij homoseksueel was. Ook de ouders van Betti waren blij met het huwelijk; hun dochter was 29 jaar oud en daarmee voorbij de toenmalige ideale huwelijksleeftijd.
Het echtpaar ging op huwelijksreis naar Parijs waar Flechtheim, naar verluidt, tot groot ongenoegen van zijn schoonouders een groot deel de bruidsschat investeerde in kubistische kunst. In een brief aan zijn schoonvader verzekerde Flechtheim hem dat hij zich geen zorgen hoefde te maken, en dat de waarde van de schilderijen zou verdubbelen. Zijn schoonouders dwongen hierna een scheiding van goederen af.

### Sonderbund
In zijn woonplaats Düsseldorf was Flechtheim in 1909 betrokken bij de oprichting van de Sonderbund Westdeutscher Kunstfreunde und Künstler. Bij deze vereniging van kunstenaars, museumdirecteuren, verzamelaars en handelaren zat hij als penningmeester in het bestuur. Daarnaast was hij voorzitter van de stuurgroep die verantwoordelijk was voor het organiseren van de exposities. 
Hij speelde als stuurgroepvoorzitter een belangrijke rol bij de organisatie van de Sonderbund-tentoonstellingen in Düsseldorf (1911) en Keulen (1912). Deze tentoonstellingen brachten voor het eerst Franse avant-garde kunst en Duitse modernistische kunst samen. Tijdens deze exposities werden meerdere werken uit Flechtheims privécollectie getoond.
Dankzij Betti's vermogen kon Flechtheim meer kunst aankopen, waardoor zijn privécollectie na hun huwelijk aanzienlijk toenam. Flechtheim was inmiddels een vaste klant van Kahnweiler geworden en kocht vele werken bij hem aan. Vanwege zijn grote collectie werken van Picasso werd Flechtheim in deze periode beschouwd als een van de belangrijkste verzamelaars van zijn werk. Daarnaast bezat hij ook werken van Bonnard, Braque, Cézanne, Gauguin, Munch, Rousseau, Seurat en Van Gogh. Hij omschreef zijn passie voor kunst als 'sterker dan gokken, alcohol en vrouwen'.

## Kunsthandelaar

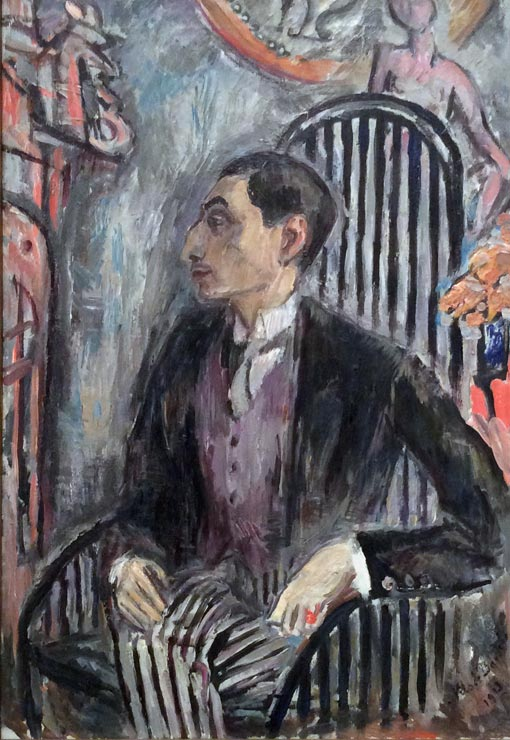
Konsthandlare Alfred Flechtheim (1913) door Nils Dardel (1888-1943)

Met het graanhandelbedrijf van de familie Flechtheim ging het financieel steeds minder goed en in 1913 dreigde een faillissement. Flechtheim had een schuld van 30.000 mark die was ontstaan door risicovolle investeringen in Spanje en Marokko. Flechtheim was wanhopig en dacht aan zelfmoord. Hij sloot een levensverzekering af die Betti na zijn dood zou moeten ondersteunen. In zijn dagboek schreef hij: 'Trouw opnieuw, lieverd. Iemand anders zou je blij moeten maken. […] Ik hoop dat je een man zult vinden die je meer waard is; trotser en groter.' Om zijn schulden te kunnen afbetalen, overwoog hij enkele werken van de hand te doen en begon met het inventariseren van zijn collectie.
Dankzij noodhulp van twee banken werd het familiebedrijf in de zomer van 1913 gered. Flechtheim ambieerde een carrière in de kunsthandel, maar zijn vader vond dat te risicovol en wilde hem hier financieel niet in ondersteunen. Mede door de aanmoediging en financiële hulp van kunsthandelaar Paul Cassirer en zijn vrouw Betti besloot Flechtheim de stap toch te zetten.
In het najaar van 1913 opende hij samen met een compagnon 'Galerie Flechtheim' aan de Alleestraße in Düsseldorf. In de eerste catalogus van de galerie schreef hij de tekst: 'Eindelijk kan ik een lang gekoesterde wens vervullen: mij uitsluitend op de kunst concentreren.' Zijn betrokkenheid bij de Sonderbund werkte in zijn voordeel; hij kwam hierdoor in contact met Rijnlandse kunstenaars van wie hij werken kon tentoonstellen en verkopen in zijn galerie.
De galerie verkocht werken van onder anderen Braque, Cézanne, Van Gogh, Kokoschka, Matisse,  Picasso en Schiele. Door zijn grote aanbod Franse kunst werd de galerie omschreven als een 'Franse galerie'.

### Eerste Wereldoorlog
De uitbraak van de Eerste Wereldoorlog was een grote tegenslag voor Flechtheim. De banden die hij in Frankrijk had opgebouwd met kunstenaars, kunsthandelaars en vrienden werden door de oorlog verbroken. Hij meldde zich als vrijwilliger bij het vijfde Westfaalse Ulanen-regiment en werd benoemd tot luitenant. Hij was op dat moment 36 jaar en daarmee te oud om aan het front te dienen. Om die reden was hij in dienst bij de Militärverwaltung in België.
In Brussel werd hij onderdeel van een groep Duitse intellectuelen en kunstenaars die in België waren gestationeerd en zich rond de Duitse auteur Carl Sternheim hadden verzameld. Hiertoe behoorden onder meer Gottfried Benn, Wilhelm Hausenstein, Otto Flake en Carl Einstein. Zij ontmoetten elkaar regelmatig in een café aan Avenue Louise en in de villa van Sternheim. Reeds voor de Eerste Wereldoorlog had Flechtheim al connecties in België, onder meer met de kunstenaars Ferdinand Schirren, George Minne en William Degouve de Nuncques. De contacten die hij in België opdeed, bleven ook na de Eerste Wereldoorlog belangrijk. Tot aan het einde van de oorlog in 1918 bleef Flechtheim in dienst.
Tijdens de oorlog werd de galerie gesloten. Flechtheim kon door zijn verblijf in het buitenland geen handel drijven, en zijn compagnon, tevens de enige werknemer van de galerie, was kort na het uitbreken van de oorlog gesneuveld. Daarnaast bestond een groot deel van de inventaris van de galerie uit kunstwerken die afkomstig waren uit Frankrijk, dat als vijandelijk gebied werd beschouwd. Op aanraden van Karl Koetschau, museumdirecteur van de Städtischen Kunstsammlung Düsseldorf, besloot Flechtheim werken uit de inventaris van de galerie te veilen. In het veilinghuis van Paul Cassirer en Hugo Helbing in Berlijn gingen op 5 juni 1917 bijna tweehonderdvijftig werken onder de hamer, maar een groot deel bleef onverkocht. De veiling bracht in totaal 200.000 Duitse mark op.

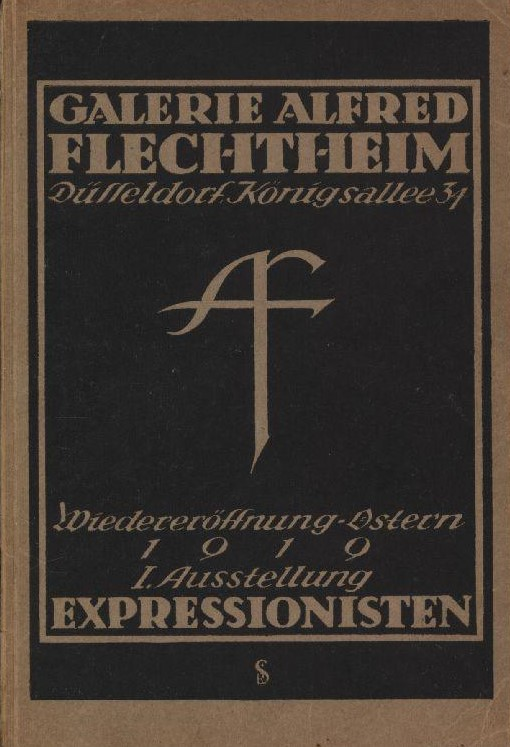
Catalogus van de heropening van de galerie in Düsseldorf (1919)

### Herstart
In 1919 opende Flechtheim met de opbrengst van de veiling opnieuw een galerie in Düsseldorf, maar koos voor een exclusievere locatie aan de Königsallee. Hij wilde de stad op de kaart zetten als kunststad en exposeerde werken van avant-garde kunstenaars die verbonden waren aan de vereniging Das Junge Rheinland. Daarnaast legde hij de focus op Duitse expressionistische kunst van Die Brücke en werken van Sturm-kunstenaars. 
Naast Europese avant-garde kunst was hij ook zeer geïnteresseerd in tribale kunst uit Afrika, Amerika, Oceanië en Azië. Kort na de oorlog verkocht hij in zijn galerie geen Franse kunst, aangezien dat niet was toegestaan in de Weimarrepubliek.
In deze periode werd Berlijn steeds belangrijker als kunststad, waardoor hij besloot zich tevens op deze stad te concentreren. In 1919 huurde hij twee ruimtes in Galerie Cassirer van Paul Cassirer. Twee jaar later opende Flechtheim een galerie aan de Lützowufer in het Tiergartenviertel, een wijk met veel kunstgalerieën. In de jaren daarna opende hij tevens galerieën in Frankfurt (1921), Keulen (1922) en Wenen (1922).

### Vertegenwoordiger
Flechtheim vertegenwoordigde meerdere kunstenaars, waaronder Max Beckmann, Georges Braque, Ernesto de Fiori, George Grosz, Juan Gris, Paul Klee, Marie Laurencin, Fernand Léger, Pablo Picasso en Renée Sintenis. Een aantal van hen waren op het moment dat zij bij hem tekenden nog onbekend bij het grote publiek. Voor de verkoop van hun werken ontving Flechtheim een percentage aan commissie. Om kunstenaars te ondersteunen, bood hij sommigen een vast inkomen aan in ruil voor een hoger commissiepercentage.
Naast het houden van tentoonstellingen in zijn eigen galerieën, werkte Flechtheim samen met kunstverenigingen en -handelaren in Londen, Parijs en New York om kunstenaars te promoten. Ook bracht hij kunstenaars actief onder de aandacht bij verzamelaars en leende, schonk of verkocht hij werken aan musea. Zo had Flechtheim onder meer invloed op de bekendheid en populariteit van de kubisten Braque, Gris, Léger en Picasso in de Weimarrepubliek.  Onder zijn klanten bevonden zich veel prominente personen, waaronder kunstverzamelaars Eduard Freiherr von der Heydt en Lotte von Mendelssohn-Bartholdy.

### Uitgever

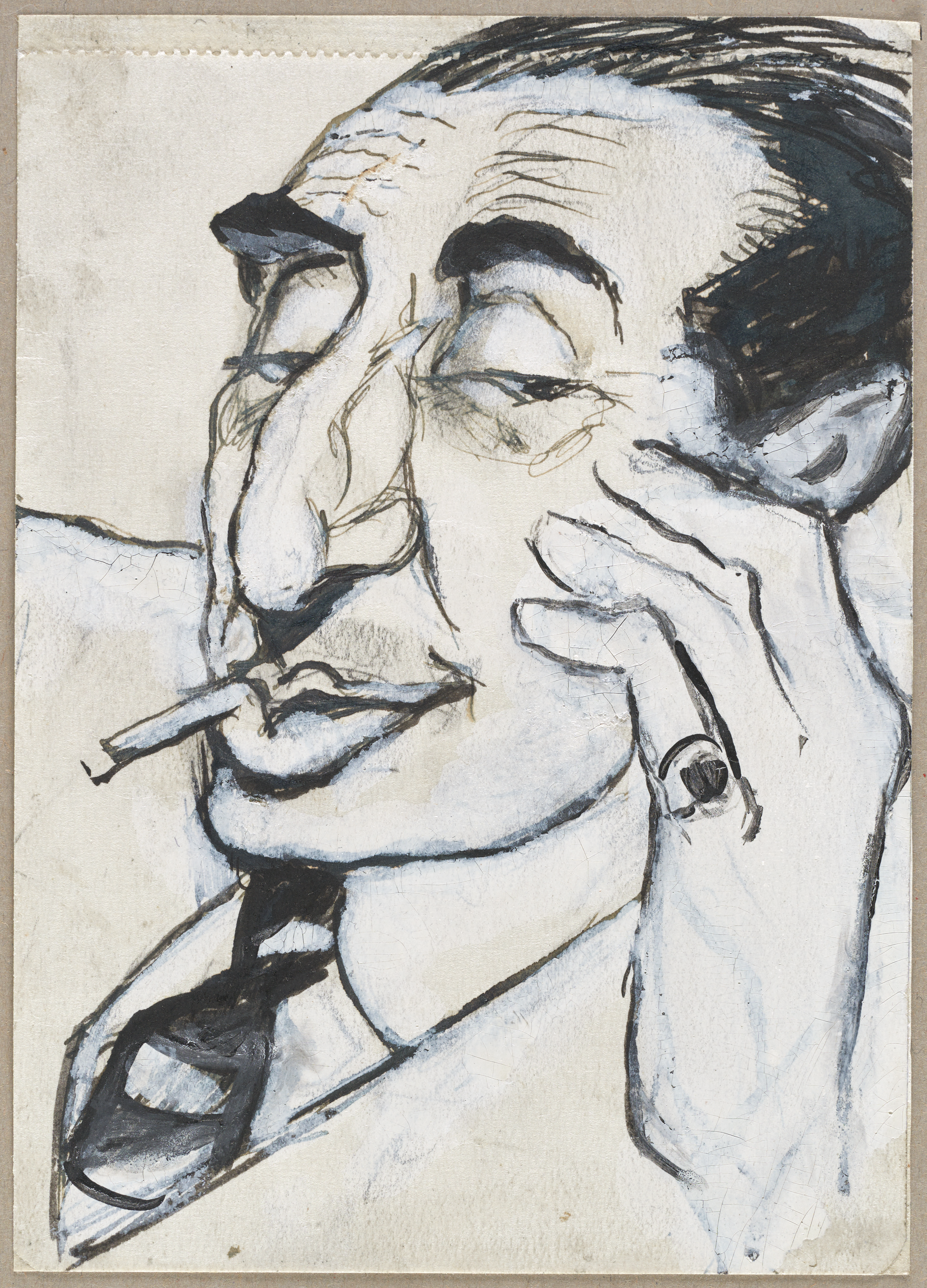
Alfred Flechtheim (tussen 1922 en 1927) door Rudolf Großmann (1881-1942)

Kort na de heropening van de galerie in 1919 startte Flechtheim met het uitgeven van grafieken, boeken en exclusieve tentoonstellingscatalogi. Hij zei dat hij 'gegrepen was door het uitgeversvirus'. Van 1921 tot en met 1924 gaf Flechtheim het avant-garde tijdschrift Der Querschnitt ("De doorsnede") uit dat zich richtte op kunst, sport en literatuur. Wat aanvankelijk als een reclamemiddel voor de galerie begon, groeide al snel uit tot een van de belangrijkste geïllustreerde tijdschriften in de Weimarrepubliek.

### Roerige jaren twintig
In december 1923 verhuisde Flechtheim naar Berlijn en betrok een een bel-etage van 400 vierkante meter aan de Bleibtreustraße vlak bij de Kurfürstendamm. De luxe woning was gevuld met kunstwerken van bekende kunstenaars zoals Léger, Pascin en Picasso.
De sterke devaluatie van de Duitse mark, naar aanleiding van de hyperinflatie, had een grote invloed op de kunsthandel. Daarnaast ontstond er ook een steeds grotere concurrentie tussen Flechtheim en andere galeriehouders in Berlijn en het Rijnland. In 1925 werden de galerieën in Frankfurt en Keulen gesloten.
Ondanks deze tegenslagen bleef Flechtheim tentoonstellingen organiseren en zijn positie in de kunstwereld versterken. Na de dood van Paul Cassirer in 1926 verdween de concurrentie op het gebied van de handel in werken van gevestigde expressionisten, waardoor Flechtheim zich als kunsthandelaar verder kon profileren. Hij concentreerde zich vooral op het werk van Grosz, Klee en Beckmann.

In 1926 organiseerde hij een expositie van beeldhouwkunst afkomstig uit Oceanië die werd getoond in Berlijn, Zürich, Chemnitz en Wiesbaden. Deze tentoonstelling kreeg veel aandacht in verschillende internationale kunsttijdschriften, waaronder Cahiers d’Art en Cicerone. Twee jaar later hield Flechtheim een grote expositie in zijn Berlijnse galerie met werken Fernand Léger, waarvoor de Franse kunstenaar naar Berlijn was afgereisd. Het was de eerste retrospectieve van de kunstenaar in de Weimarrepubliek en werd destijds gezien als de meest spraakmakende kunsttentoonstelling in Berlijn.

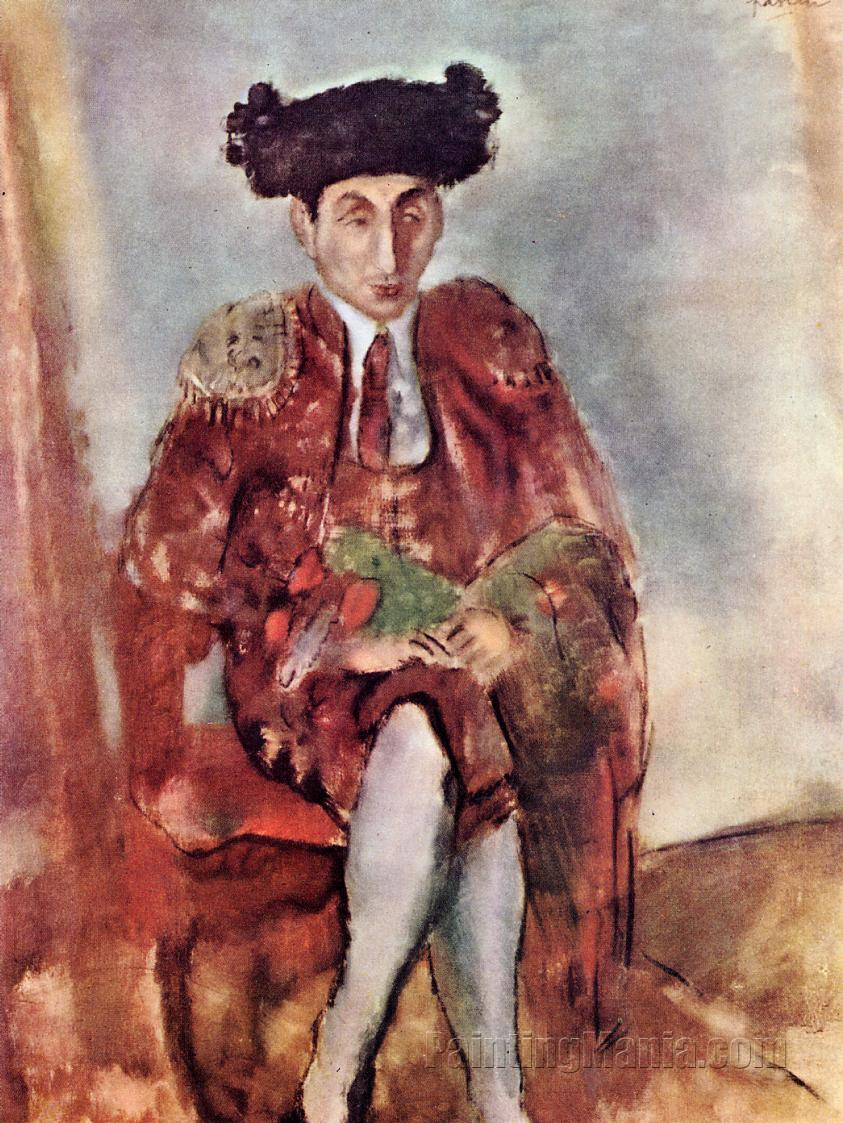
Alfred Flechtheim en toréador (1927) door Jules Pascin (1885-1930)

In deze periode was Flechtheim een sleutelfiguur in de Europese kunsthandel. Hij werd omschreven als charismatisch en flamboyant, en had een zeer groot netwerk. Zijn Berlijnse galerie was in de jaren twintig uitgegroeid tot een sociaal trefpunt waar regelmatig extravagante vernissages plaatsvonden die in de kunstscene van de Weimarrepubliek tot de belangrijkste sociale evenementen behoorden. Een krantenartikel omschreef het als: 'Flechtheims feesten en recepties hebben altijd een aantrekkingskracht gehad die bijna net zo sterk is als die van zijn schilderijen, een aantrekkingskracht die voortkomt uit de meeslepende persoonlijkheid van de gastheer.'
Naast vernissages stond Flechtheim bekend om het organiseren van feesten, waaronder gekostumeerde ballen. Voor de viering van zijn vijftigste verjaardag in 1928 in het Berlijnse Hotel Kaiserhof waren volgens het tijdschrift Die Weltbühne ongeveer vijfhonderd gasten uitgenodigd. Onder meer actrice Tilla Durieux, bokser Max Schmeling, dichter Gottfried Benn en uitgever Hermann Ullstein waren bij de viering aanwezig. 
Ter gelegenheid van zijn verjaardag werd er een speciale uitgave van Der Querschnitt uitgebracht met bijdragen van onder meer Ernest Hemingway, André Gide en Jean Cocteau, en met tekeningen van Picasso, Beckmann en Grosz. Flechtheims luxe levensstijl zorgde er echter wel voor dat hij door zijn uitgaven voortdurend op de rand van faillissement verkeerde. Dankzij het vermogen van Betti wist hij het hoofd boven water te houden.

### Ondergang
In 1929 ondervond de kunsthandel opnieuw een grote tegenslag vanwege de beurskrach. Reeds voor de beurskrach had Flechtheim schulden die hij nog niet had kunnen afbetalen en pogingen om galerieën in het buitenland op te zetten mislukten. Een aantal galerieën van zijn vrienden gingen in deze periode failliet. Flechtheim omschreef de omstandigheden een jaar later in een brief aan Harry Graf Kessler als 'catastrofaal'.
In 1931 bracht hij een internationaal gerichte almanak uit onder de titel Omnibus, maar dit werd slechts twee keer gepubliceerd. Datzelfde jaar sloot de galerie in Wenen en eind dat jaar zat de onderneming in financiële moeilijkheden. Hierdoor was Flechtheim genoodzaakt enkele contracten met kunstenaars, waaronder die met George Grosz, op te zeggen. Kunstschilder Paul Klee zag af van uitstaande betalingen, waarschijnlijk om Flechtheim te behoeden van een faillissement. In deze periode kon Betti hem niet op dezelfde manier ondersteunen als voorheen. Hoewel zij en haar zussen onroerend goed uit de erfenis van hun vader bezaten, konden veel huurders door de crisis hun huur niet meer betalen, waardoor haar inkomsten verminderden.
In vijftien jaar tijd had Flechtheim honderdvijftig tentoonstellingen in zijn galerieën georganiseerd en was hij uitgegroeid tot een zeer invloedrijk persoon in de kunstwereld. Tot 1933 had geen enkele galerie in het land zoveel publiciteit gekend als Galerie Flechtheim. De tentoonstelling Lebendige deutsche Kunst, die van eind 1932 tot begin 1933 liep, was de laatste expositie die Flechtheim in de Weimarrepubliek organiseerde.

### Opkomst van het nazisme

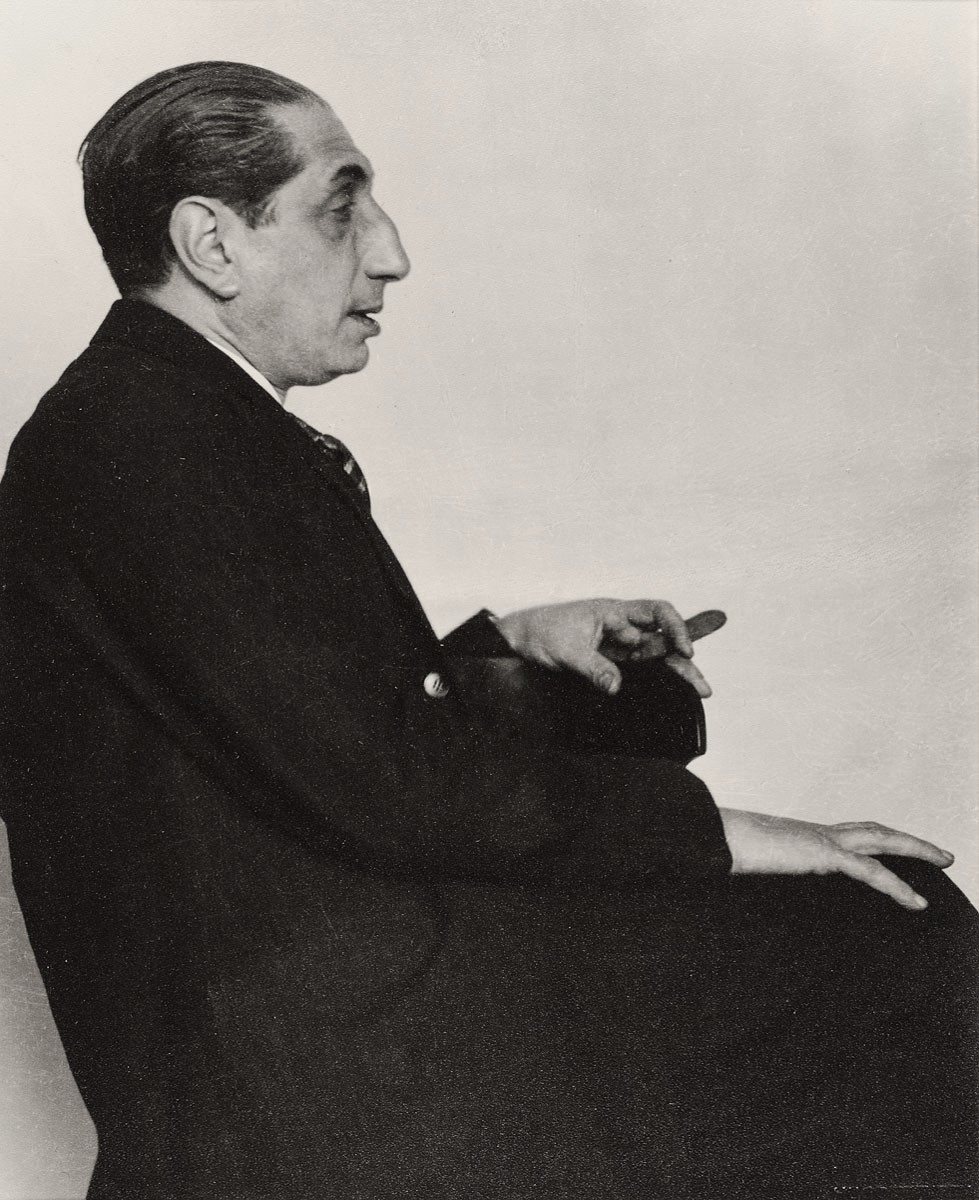
Portretfoto van Alfred Flechtheim (1928) door Hugo Erfurth (1874-1948)

De Nationaalsocialistische Duitse Arbeiderspartij (NSDAP), die bij de Rijksdagverkiezingen van 1930 de op een na grootste partij in het Duitse parlement was geworden, had Flechtheim inmiddels tot vijand verklaard. Mede door zijn opvallende uiterlijk werd hij het doelwit van antisemitische aanvallen. Hij werd onder meer 'de kunstjood Flechtheim', 'cultuurbolsjewiek' en 'Graanjood uit Odessa' genoemd. De kunstwerken die hij verkocht werden omschreven als 'brutale joodse-neger-verontreiniging van de Duitse nationale ziel'.
In 1932 verscheen zijn portret op de voorpagina van het NSDAP-blad Illustrierter Beobachter vergezeld van een tekst over de rassenkwestie. Vanaf 1933 werd hij gezien als het schoolvoorbeeld van de 'Joodse staatsvijand'. Deze afkeer jegens Flechtheim bleef bestaan tot na zijn dood. Vanaf juli 1937 werd zijn beeltenis gebruikt voor de reizende expositie Entartete Kunst en datzelfde jaar maakte een foto van Flechtheim deel uit van de tentoonstelling Der ewige Jude.
In maart 1933 stopte de Sturmabteilung een kunstveiling in Düsseldorf waarvan Flechtheim medeorganisator was. Volgens vrienden van Flechtheim zorgde dit bij hem voor een emotionele inzinking. Met behulp van zijn vrouw en enkele vrienden slaagde hij erin zijn meest waardevolle schilderijen en een deel van de kubistische collectie veilig te stellen door ze naar Zwitserland over te brengen. Daar werden een aantal werken in bruikleen gegeven voor lopende tentoonstellingen in Zürich en Bazel.
De galerie in Düsseldorf werd in maart 1933 door de voormalige bedrijfsleider Alex Vömel overgenomen. In mei 1933 sloot de galerie en Vömel startte een eigen galerie in het pand. Flechtheim betaalde de huurschulden en openstaande leningen van de galerie af door schilderijen te verkopen en werken uit zijn privécollectie te verpanden. De galerie in Berlijn kampte tevens met hoge schulden. Het werd in augustus 1933 overgenomen en kort daarna gesloten. 
Door de overname van de galerieën verloor Flechtheim het overzicht op zijn rekeningen en kon hij geen zaken meer doen. De opbrengsten van de werken die in deze periode werden verkocht, kwamen niet bij hem terecht. Eind oktober 1933 werd galerie in Berlijn geliquideerd waardoor de onderneming werd behoed voor faillissement. De onderneming bestond hierna enkel nog op papier.

## In ballingschap
Vanaf september 1933 waren kunsthandelaren verplicht zich aan te sluiten bij de Reichskammer der bildenden Künste, een afdeling van de Reichskulturkammer. Mede vanwege het type kunst dat Flechtheim verhandelde, werd een lidmaatschap hem geweigerd. Hierdoor werd het voor hem onmogelijk zijn werk in Duitsland uit te voeren. Eind die maand verliet Flechtheim Duitsland en reisde hij naar Zwitserland om zijn ondergebrachte werken op te halen. Hij nam deze mee naar Parijs en gaf ze in bewaring bij Daniel-Henry Kahnweiler. In december 1933 emigreerde Flechtheim naar Londen. In een brief aan de Zwitserse kunstverzamelaar Oskar Reinhart schreef hij: 'Ik heb gisteren Berlijn verlaten, voor altijd. Mijn galerieën daar en in Düsseldorf zijn gesloten. Geen ruimte meer voor mij.'
Zijn vrouw Betti bleef achter in Berlijn waar zij hun privécollectie en een deel van de overgebleven inventaris beheerde. Emigreren was voor haar niet mogelijk, aangezien zij en haar zussen in het bezit waren van onroerend goed uit een erfenis dat moeilijk liquide gemaakt kon worden. Hierdoor kon zij de hoge Reichsfluchtsteuer, een belasting die kapitaalvlucht naar het buitenland moest voorkomen, niet betalen. De curator had haar gevraagd garant te staan voor de schulden van Flechtheim. Hoewel ze het bedrag van ongeveer 120.000 Reichsmark voorheen gemakkelijk uit eigen vermogen had kunnen betalen, weigerde ze dit nu vanwege hun moeilijke financiële situatie. Hierdoor zag Flechtheim zich genoodzaakt enkele waardevolle schilderijen te verkopen om zijn schuldeisers tevreden te stellen. Schrijfster Thea Sternheim, die goed bevriend was met het echtpaar Flechtheim, omschreef hen in deze periode als 'ongelukkig' en 'totaal geruïneerd'.

### Leven in Londen
Flechtheim woonde in Londen in diverse hotels. Hij maakte plannen om naar de Verenigde Staten te emigreren en daar voor de Franse kunsthandelaar Paul Rosenberg te gaan werken, maar deze plannen mislukten. In Londen werkte hij vanaf 1933 voor The Mayor Gallery en werd hij vanaf 1934 vertegenwoordiger van de Parijse Galerie Simon van Kahnweiler. Hij reisde regelmatig voor zaken naar Parijs, Zwitserland, België, Nederland en Italië. Flechtheim organiseerde tentoonstellingen in Londen in de Leicester Galleries, The Mayor Gallery, Gallery Agnew en New Burlington Galleries met werken van Picasso, Gris, Léger en Laurencin. Aangezien hij in Engeland geen werkvergunning had, werd zijn naam niet in de catalogi genoemd.
In mondjesmaat nam hij de bij Kahnweiler ondergebrachte schilderijen vanuit Parijs mee naar Londen. Flechtheim ging enkele keren naar Berlijn om zijn vrouw te bezoeken. Doordat hij van en naar Duitsland reisde, behield hij zijn Duitse staatsburgerschap. De woning aan de Düsseldorfer Straße in Berlijn, waar Betti in 1934 was gaan wonen, had Flechtheim in 1935 in het handelsregister opgegeven als hoofdfiliaal van de onderneming. Hij was op dat moment de enige aandeelhouder. In augustus 1935 zat Flechtheim in geldnood. Die maand schreef hij een brief aan Alfred Barr, de directeur van het Museum of Modern Art, waarin hij meldde dat hij 'al zijn geld en schilderijen' kwijt was. Om wat geld te verdienen, bood Flechtheim hem een beeldhouwwerk van Wilhelm Lehmbruck aan. Het was een van de weinige werken die hij nog in zijn bezit had.
In januari 1936 werd Galerie Flechtheim ontbonden verklaard. Kort daarna besloten Flechtheim en Betti te scheiden, met de intentie om later te hertrouwen, omdat het volgens Flechtheim beter was als zij formeel niet meer aan hem verbonden was. Op deze manier kon ze niet meer aangesproken worden op zijn schulden.
Ondanks de tegenslagen leek het tij te keren. In oktober 1936 organiseerde hij de tentoonstelling Exhibition of Nineteenth Century French Painting in de New Burlington Galleries in Londen. Deze expositie met 125 bruiklenen leek zijn doorbraak te zijn in de Londense kunstwereld.

### Overlijden
Na een val op een stuk ijs werd Flechtheim eind 1936 of begin 1937 opgenomen in een verpleeghuis. Door het ongeluk was oud letsel dat hij had opgelopen na de val van een paard in de Eerste Wereldoorlog opnieuw parten gaan spelen. Zijn diabetes verslechterde zijn toestand.
Ondanks zijn gezondheidstoestand bleef Flechtheim actief, en was hij bezig met het schrijven van een manuscript en het plannen van tentoonstellingen. Ook deed hij een aanvraag voor het Franse staatsburgerschap. Zijn Duitse paspoort verliep in november 1937, en hij zou daardoor stateloos worden. Een van de schilderijen die hij voor zijn vertrek uit Duitsland had ondergebracht in Zwitserland was La Noce van Fernand Léger. Hij schonk dit schilderij in februari 1937 aan de Franse staat, in de hoop het proces tot het verkrijgen van het Franse staatsburgerschap te versnellen.
Eind februari 1937 ging zijn gezondheid verder achteruit. Zijn been was geïnfecteerd, naar verluidt veroorzaakt door een roestige spijker, en hij onderging een amputatie. Betti reisde na het horen van dit nieuws naar Londen. Flechtheim overleed op 9 maart 1937 aan bloedvergiftiging in het St. Pancras Hospital in Londen met Betti aan zijn zijde. Hij werd achtenvijftig jaar oud.
Flechtheim werd gecremeerd en zijn as werd op 11 maart 1937 bijgezet op de begraafplaats van Golders Green in Londen. Kunsthistoricus Paul Westheim omschreef Flechtheim in een rouwadvertentie als 'meer dan een kunsthandelaar; op het toneel van het leven, dat wij de eer hadden te zien, was hij een man die altijd op de voorgrond stond, een persoon die de hele wereld kende en over wie de hele wereld sprak.'

## Kunstverzameling en nalatenschap
Het huwelijk tussen Flechtheim en zijn vrouw was kinderloos gebleven en een jaar voor zijn dood had Flechtheim zijn neefje Heinz Hulisch aangewezen als enige erfgenaam. In februari 1938 werd een deel van de kunstcollectie geveild in Amsterdam. Betti werd in 1941 opgeroepen voor deportatie naar het getto van Minsk, maar nam de dag voor haar transport een overdosis veronal in. Ze overleed in het Joodse hospitaal in Berlijn op 15 november 1941 en werd begraven op de Joodse begraafplaats in Weißensee. Ze werd zestig jaar oud.
Na het overlijden van Betti werd het appartement waar ze woonde verzegeld door de Gestapo. De meubelen en kunstwerken die zich in het appartement bevonden werden in beslag genomen. De privécollectie van Flechtheim en Betti bevatte naar schatting 100 tot 120 kunstwerken, waarvan 60 tot 70 schilderijen. Uit het huis van Rosi Hulisch, het nichtje van Flechtheim, werden na haar dood in 1942 tien of elf schilderijen van de Flechtheimcollectie geconfisqueerd.

### Restitutie
Het is bij een deel van de werken uit de Flechtheimcollectie onduidelijk waar deze na de inbeslagname terechtkwamen. Van een ander deel is bekend dat ze zijn opgenomen in museumcollecties over de hele wereld. De erfgenamen van Flechtheim willen restitutie voor de in beslag genomen werken uit de privécollectie en voor de werken uit de inventaris van Galerie Flechtheim die zijn verkocht na de overnames van de galerieën in 1933.
De zaak is erg gecompliceerd, aangezien de termijnen voor juridische schadevergoeding inmiddels zijn verstreken en het herkomstonderzoek complex is. Daarnaast is het onduidelijk hoe groot de Flechtheimcollectie precies was, welke werken in beslag zijn genomen en of de werken voor of na de machtsovername van Hitler werden verkocht. De bedrijfsadministratie van Flechtheim in The Mayor Gallery in Londen en van Galerie Flechtheim in Düsseldorf zijn tijdens bombardementen in de Tweede Wereldoorlog verloren gegaan.

### Juridische strijd
De vraag naar restitutie heeft geleid tot een jarenlange juridische strijd. In 1954 kregen de erfgenamen via de regionale rechtbank van Berlijn een compensatie van 8000 mark voor de werken van Hofer, Grosz, Monet en Renoir die zich in het appartement van Betti in Berlijn bevonden. Sinds 2009 is er een herkomstonderzoek gaande naar andere werken die mogelijk aan de erfgenamen toebehoren. Het gaat om werken van onder meer Picasso, Beckmann en Klee. In 2012 werd de totale marktwaarde van de erfenis door de erfgenamen en hun advocaat geschat op 100 miljoen euro.
In 2016 klaagden de erfgenamen de deelstaat Beieren aan. In de Bayerische Staatsgemäldesammlungen bevinden zich acht schilderijen van Beckmann, Gris en Klee waarvan zij stellen dat deze tijdens de Tweede Wereldoorlog door de nazi's waren geroofd en gerestitueerd zouden moeten worden. In juli 2022 diende de advocaat van de erfgenamen tevens een verzoek in bij deze overheidsorganisatie voor de teruggave van het bronzen beeld Fernande (1906), dat gemaakt werd door Pablo Picasso. De algemeen directeur van de Bayerische Staatsgemäldesammlungen, Bernhard Maaz, wil de zaak voorleggen aan een arbitragecommissie, die naar verwachting in 2025 zal plaatsvinden.

### Resultaten

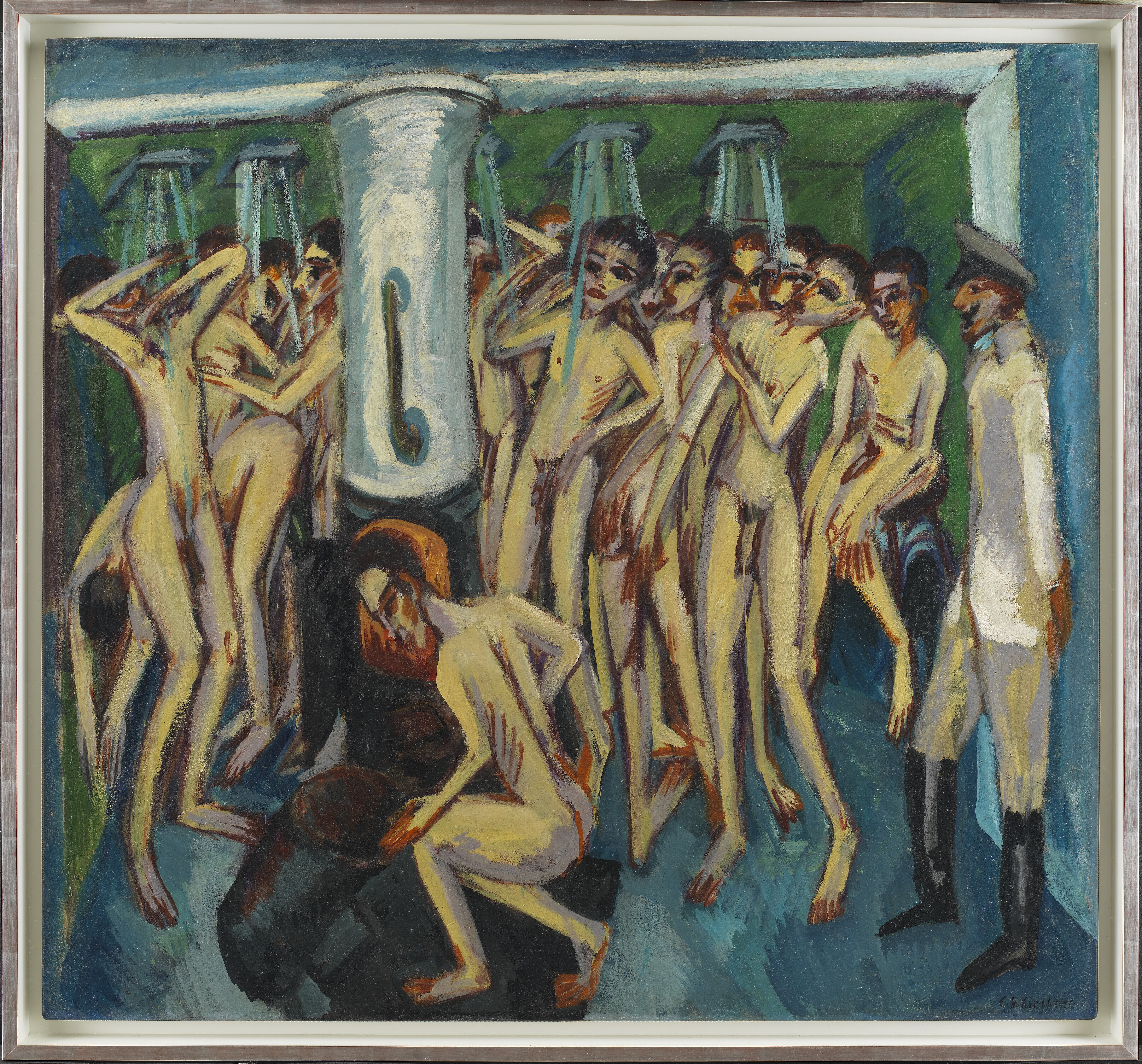
Das Soldatenbad (1915) door Ernst Ludwig Kirchner (1880-1938)

Enkele musea hebben werken teruggegeven of een deel van de waarde vergoed. In april 2012 gaf het Kunstmuseum Bonn een vergoeding van 25.000 euro voor het schilderij Leuchtturm mit rotierenden Strahlen (1913) van Paul Adolf Seehaus, wat ongeveer de helft van de marktwaarde vertegenwoordigde.
Een jaar later kwam het portret Tilla Durieux (1910) van Oskar Kokoschka, dat onderdeel was van de collectie van Museum Ludwig, opnieuw in handen van de erfgenamen. Daarnaast gaf het museum tekeningen van Aristide Maillol, Ernst Barlach, Karl Hofer, Paula Modersohn-Becker en Wilhelm Morgner terug.
In 2018 werd Das Soldatenbad (1915) van Ernst Ludwig Kirchner door het Guggenheim Museum teruggegeven, en datzelfde jaar ontvingen zij het werk Marquis Joseph de Montesquiou-Fezensac (1910) van Oskar Kokoschka terug van het Moderna Museet. Deze twee werken werden vervolgens bij Sotheby's geveild.

## Eerbetonen

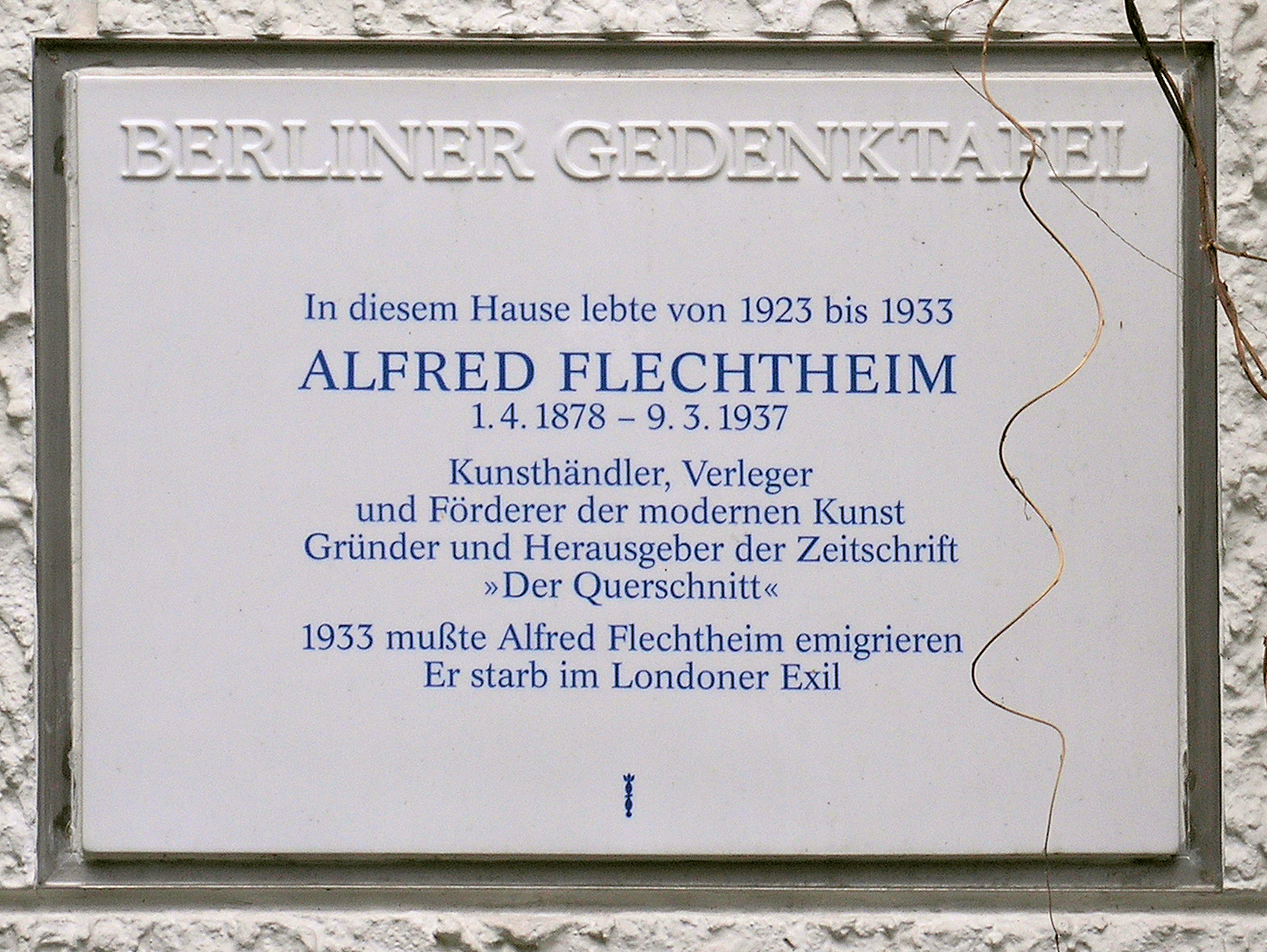
Herinneringsplaquette aan de Bleibtreustrasse 16 in Berlijn.

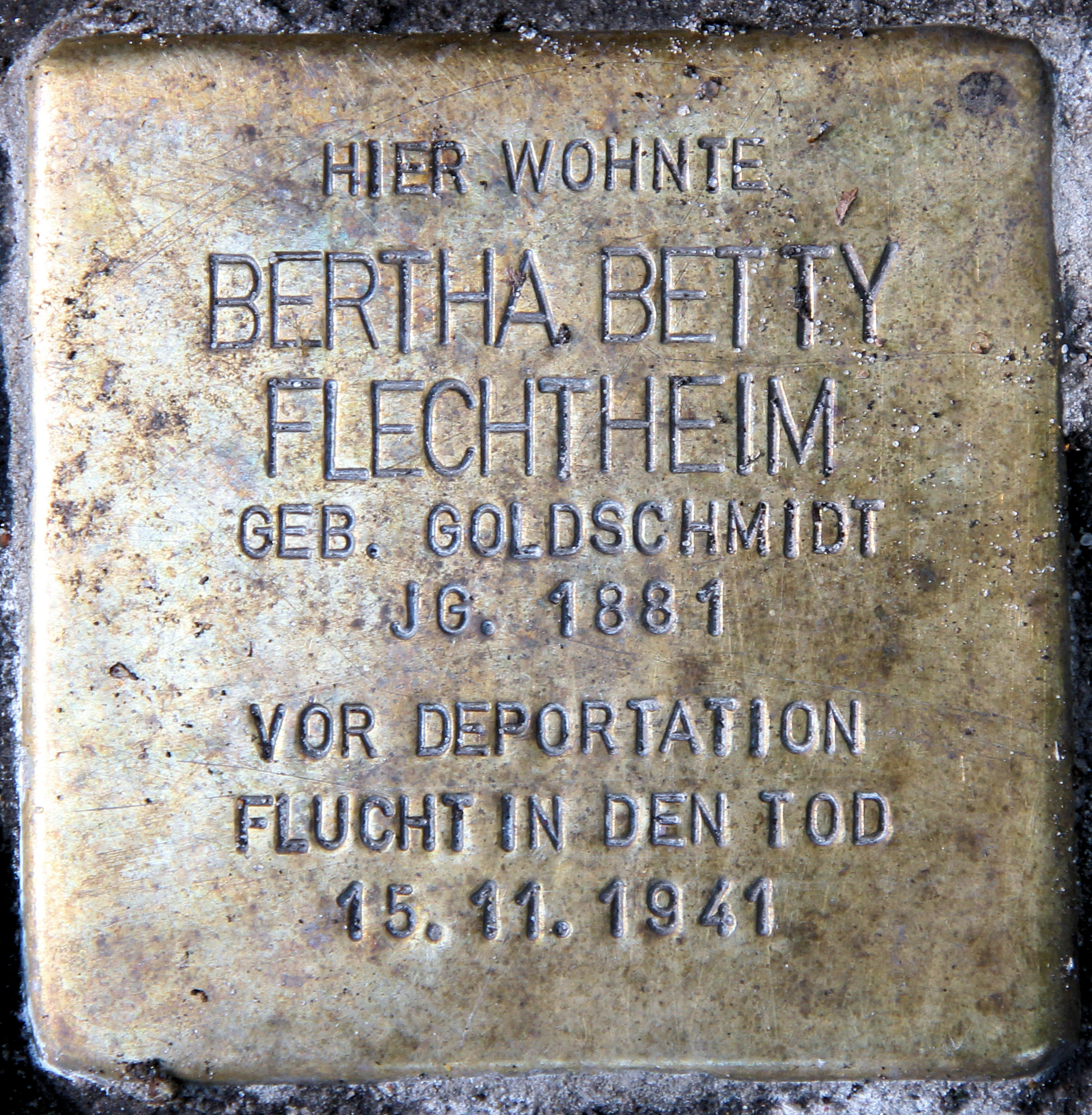
Struikelsteen voor Bertha Flechtheim aan de Düsseldorfer Straße 44 - 45 in Berlijn.

### Portrettering
Tijdens zijn leven werd Flechtheim meermaals geportretteerd, onder meer door Hanns Bolz (1910), Benno Elkan (1910), Otto Feldman (1911), Marie Laurencin (1912), Nils Dardel (1913), Louis Marcoussis (1914), Heinrich Nauen (1919), Hermann Haller (1921), Karl Hofer (1922), Rudolf Großmann (tussen 1922 en 1927), Otto Dix (1926), Jules Pascin (1927), Rudolf Belling (1927), Hugo Erfurth (1928) en Werner Heuser (1929).

### Herinnering en vernoemingen
In zijn geboorteplaats Münster werd de Alfred-Flechtheim-Platz naar hem vernoemd. Op de muur van het pand aan de Bleibtreustraße in Berlijn waar Flechtheim en zijn vrouw woonden, hangt een herinneringsplaquette. In 2010 werd een struikelsteen geplaatst voor Betti aan de Düsseldorfer Straße in Berlijn.
In 2014 werd het toneelstuk Die Letzte Soiree opgevoerd door het Wolfgang Borchert Theater uit Münster dat gebaseerd werd op het levensverhaal van Flechtheim.
Sinds 2022 heeft het Solomon R. Guggenheim Museum de functie Alfred Flechtheim Director of Engagement, Conservation and Collections Care die vernoemd is naar Flechtheim. De functie is bedoeld om de educatieve initiatieven en openbare programma's van het museum te versterken en wordt onder meer gefinancierd door de erfgenamen van Flechtheim.

### Tentoonstellingen
In 1987 werd in het Kunstmuseum Düsseldorf de tentoonstelling Alfred Flechtheim. Sammler. Kunsthändler georganiseerd, waarbij een gelijknamig boek werd uitgegeven.
Naar aanleiding van de honderdste verjaardag van de oprichting van de galerie in Düsseldorf organiseerden vijftien musea in 2013 en 2014 de online en offline tentoonstelling Alfred Flechtheim.com/Art Dealer of the Avantgarde over het leven van Flechtheim en het herkomstonderzoek van zijn werken. Onder meer het Kunstmuseum Bonn, het Museum der bildenden Künste in Leipzig, het Städel Museum in Frankfurt en de Pinakothek der Moderne in München waren betrokken bij het project.
In 2017 presenteerde het Georg-Kolbe-Museum een tentoonstelling met werken die Flechtheim tijdens zijn leven had verhandeld onder de titel Alfred Flechtheim. Modernism’s Art Dealer.